# Дорнхельм, Роберт
Роберт Дорнхельм (рум. Robert Dornhelm, 17 октября 1947 года, Тимишоара, Румыния) — австрийский кинорежиссёр и сценарист румынского происхождения.

## Биография
Родился 17 декабря 1947 года в Румынии. В 1961 году его семья эмигрировала в Австрию по политическим соображениям. С 1965 по 1967 год учился в Венской киноакадемии, затем работал режиссёром документальных фильмов для телеканала ORF до 1975 года. В 2007 году Дорнхельм снял телесериал «Война и мир» по роману Льва Толстого. В настоящее время режиссёр работает над документальным фильмом о Герберте фон Караяне в честь столетия дирижёра. В 2009 году Роберт Дорнхельм на 31-м Московском международном кинофестивале возглавил жюри конкурса «Перспективы».
Живёт и работает в Лос-Анджелесе.

## Награды и номинации
- 1978 — номинация на Оскара за лучший документальный фильм The Children of Theatre Street
- 1998 — премия Citizen’s Choice на фестивале Puchon International Fantastic Film Festival за фильм Der Unfisch
- 2002 — номинация на Эмми за режиссуру в фильме Правдивая история Анны Франк
- 2007 — Роми за лучшую режиссуру в телевизионном фильме Kronprinz Rudolf
- 2007 — Почётный орден Австрии (de:Österreichisches Ehrenzeichen für Wissenschaft und Kunst)

## Фильмография

### Режиссёр
- 2017 — Мария Терезия / Maria Theresia
- 2016 — Захер: История соблазна / Das Sacher. In bester Gesellschaft
- 2015 — Место преступления: жадность / Tatort: Gier
- 2011 — История Аманды Нокс / Amanda Knox: Murder on Trial in Italy
- 2008 — Богема / La Bohème
- 2007 — Война и мир / War and Peace
- 2006 — Кронпринц Рудольф / Kronprinz Rudolf
- 2006 — Десять заповедей / The Ten Commandments
- 2005 — На Запад / Into the West
- 2004 — Кража личности / Identity Theft: The Michelle Brown Story
- 2004 — Спартак / Spartacus
- 2003 — Руди: История Руди Джилиани / Rudy: The Rudy Giuliani Story
- 2002 — Грехи отца / Sins of the Father
- 2001 — Анна Франк / Anne Frank: The Whole Story
- 1999 — Проект Венеры / The Venice Project
- 1997 — Дальнейший жест / A Further Gesture
- 1997 — Кит Софи / Der Unfisch
- 1993 — Роковая ложь: Миссис Ли Харви Освальд / Fatal Deception: Mrs. Lee Harvey Oswald
- 1990 — Реквием для Доминика / Requiem für Dominik
- 1989 — Холодные ноги / Cold Feet
- 1986 — Эхо Парк / Echo Park
- 1982 — Изменённые / Rearranged
- 1977 — Дети с Театр-стрит / The Children of Theatre Street
- 1971 — Великие представления / Great Performances
- 1970 — Место преступления / Tatort